# Антуан Россіньоль
Антуан Россіньоль (фр. Antoine Rossignol des Roches; 1600—1682) — французький криптограф.

## Біографія
Народився 1600 року в Альбі. Став відомим за правління Генріха II Бурбона, принца Конде, 1626 року, коли війська принца брали штурмом повсталий гугенотське місто Реальмон. Війська принца перехопили шифроване листування гугенотів, і 26-річний Антуан Россіньоль швидко розшифрував лист, завдяки чому гарнізон незабаром був змушений капітулювати. Під час облоги Ла-Рошелі 1628 року Россіньоль так само успішно зламав шифр листування гугенотів. Талановитий дешифрувальник привернув до себе увагу першого міністра Людовика XIII, кардинала Рішельє, який активно використовував шифри для свого дипломатичного та розвідувального листування. Рішельє призначив Россіньоля начальником «Рахункової частини» (фр. Cour des comptes) — дешифрувального відділення. Таким чином, Россіньоль є першим професійним криптоаналітиком Франції. На смертному одрі Людовик XIII назвав його «людиною, від якої залежить добробут моїх підданих».
Під час правління Людовика XIV Антуан Россіньоль і його син, Бонавентур Россіньоль, працювали у своєму маєтку в Жувізі-сюр-Орж, розташованому неподалік від королівської резиденції у Версалі. Вони розробили для короля так званий Великий шифр, який був настільки стійким, що протягом двох століть ніхто не міг зламати його, поки це не зробив Етьєн Базарі (Étienne Bazeries) 1893 року, після трьох років роботи.
Після призначення маркіза Лувуа військовим міністром 1668 року, у Франції був створений перший Чорний кабінет (кімната для таємної перлюстрації поштової кореспонденції), де Россіньоль працював разом із сином. Французький «Чорний кабінет» був популярним у всьому світі. Авторитет Россіньоля у Франції був надзвичайно високий, абат де Буаробер написав на його честь поему «Epistres en Vers», а Шарль Перро включив його біографію до книги «Знамениті люди Франції».
Антуан Россіньоль помер у грудні 1682 року.